# ريغان مزراحي
ريغان مزراحي (بالإنجليزية: Regan Mizrahi) ممثل أمريكي ولد عام 2000م في نيو جيرسي، الولايات المتحدة بدأ مشواره الفني عام 2003م.

## روابط خارجية
- ريغان مزراحي على موقع IMDb (الإنجليزية)
- ريغان مزراحي على موقع قاعدة بيانات الفيلم (الإنجليزية)
- Commercials
- candyandsnacktoday.com
- jweekly.com
- ocregister.com
- blog.bookrix.com
- nextuphollywood.com
- clevvertv.com
- allthingsgirl.com نسخة محفوظة 15 ديسمبر 2012 على موقع واي باك مشين.
- mycerealbox.com نسخة محفوظة 15 أبريل 2017 على موقع واي باك مشين.
- justpressplay.net نسخة محفوظة 3 مارس 2016 على موقع واي باك مشين.